# Die Ludolfs – Der Film: Dankeschön für Italien!
Die Ludolfs – Der Film: Dankeschön für Italien! ist eine deutsche Doku-Komödie aus dem Jahr 2009. Der Film kam am 9. April 2009 in die deutschen Kinos. Der Film erschien am 25. September 2009 auf DVD. Im Film geht es um die Gebrüder Ludolf, die zusammen eine Autoverwertung in Dernbach betreiben. Bekannt geworden sind die vier Brüder durch die auf DMAX laufende Serie Die Ludolfs – 4 Brüder auf’m Schrottplatz. Der Film hatte seine Free-TV-Premiere am 14. April 2010 auf DMAX.

## Handlung
Die vier Brüder Uwe, Peter, Horst-Günter und Manfred Ludolf gehen ihrem Broterwerb nach: Sie schlachten Autos aus und verkaufen die ausgebauten Teile weiter. Ein gewisser Alltagstrott hat sich eingestellt, abgesehen von kleineren Reibereien zwischen den Brüdern passiert wenig Aufregendes. Günter erzählt in einem eingeschnittenen Interview von der großen Liebe der Brüder zu ihren verstorbenen Eltern.
Als Peter und Günter Ludolf nach Jahren wieder das Büro ihres verstorbenen Vaters betreten und dort einen Reiseführer für Italien finden, schlägt Peter vor, nach Italien zu fahren. Uwe und Manfred zeigen sich sofort begeistert von der Idee. Eine Reise dorthin war ein großer Wunsch ihrer Eltern, die es zu Lebzeiten aber nie geschafft haben, Italien zu besuchen. Als Fahrzeug wird der Opel Rekord des Vaters ausgewählt, der hergerichtet und mit einem Wohnanhänger ausgestattet wird. Nach anfänglichem Zögern beschließt auch Günter mitzufahren. Auf dem Weg in den Süden machen die Brüder einen Abstecher auf den Jaufenpass und in Italien angekommen finden die vier einen Campingplatz direkt am Meer. Die Brüder genießen das milde Klima und die schöne Aussicht und das Plaudern mit Einheimischen. Zum Ausklang der Reise wird Venedig besichtigt, Günter bestaunt in einem abschließenden Resümee die Schönheit der Stadt.
Während des Films werden immer wieder Interview-Einspieler der Brüder, aus einem Studio gezeigt, entweder ist das Studio über das ganze Bild zu sehen, oder es nimmt nur Hälfte des Bildes ein.

## Kritik
„Ein Film über das Glück. [...] Diese vier Männer sind bereit, sich am Leben zu freuen.“

„Willkommen in Ludolf-Land im Westerwald, einer Enklave der menschlichen Zuversicht, in der die Krise der Autoindustrie weit weg zu sein scheint.“

„Gepflegte Langeweile. Wer die schrägen Brüder kennt und mag, dem wird der Film gefallen. Alle anderen: lieber nicht reingehen!“